# Potiraguá
Potiraguá este un oraș în statul Bahia (BA) din Brazilia.